# Монастырь Грабовац
Монастырь Грабовац (серб. Манастир Грабовац, венг. Kolostor Grábóc) во имя святых архангелов Михаила и Гавриила — один из двух действующих монастырей Сербской православной церкви на территории современной Венгрии, находящийся в селе Грабовац (медье Тольна). Монастырь является одним из главных культурных центров сербского меньшинства в Венгрии. Памятник культуры.

## История
Его основателями были насельники монастыря Драгович из Далмации: игумен Паисий, монахи Евстафий, Серафим, Герасим и Дионисий. Игумен Паисий в Грабовацкой летописи указывает, что причиной переселения был голод в Далмации. В 1585 году монахи нашли развалины разрушенного бенедиктинского католического монастыря XIV века. С разрешения турецких властей, в 1587 был построен первый деревянный храм.
18 января 1690 года игумен монастыря Евфимий (Негомирович) сделал попытку перехода в унию, но этому воспрепятствовал Печский патриарх Арсений III Черноевич, который в том же году возглавил великое переселение сербов. Игумен Евфимий остался в православии и управлял монастырём до 1700 года. С 28 июня 1694 года до 1700 года в монастыре находилась кафедра митрополита Будимского Евфимия (Поповича).
После Второй Мировой войны монастырь был национализирован. По состоянию на 1946 год, в монастыре проживало 3 монаха, в 1956 году остался лишь один игумен Алексий (Бабич). В 1969 в зданиях монастыря устроен дом престарелых. В 1974 году игумен Алексий умер, а церковь стала не действующей. 
В 1994 году монастырь возвращён Сербской православной церкви. Епископ Даниил (Крстич) принял решение возродить монашескую жизнь и послал в монастырь двух монахинь — Кристину и Марию. В 2010 году в Грабоваце появился еще один насельник — иеромонах Пантелеимон, который указом епископа Лукиана (Пантелича) назначен настоятелем обители. В 2016 году игумен Пантелеимон умер и был похоронен возле монастырской церкви.

## Настоятели
- Паисий (1585—1603)
- Герасим (1603—1610)
- Никодим (1610—1623)
- Стефан (1623—1632)
- Савва (1632—1649)
- Василий (1649—1664)
- Иов (1664—1667)
- Симеон (1667—1685)
- Евфимий (Негомирович; 1685—1700)
- Георгий (1700—1711)
- Прокопий (1711—1714)
- Михаил (1714—1718)
- Максим (1718—1720)
- Виктор (1720—1721)
- Василий (1721–1746)

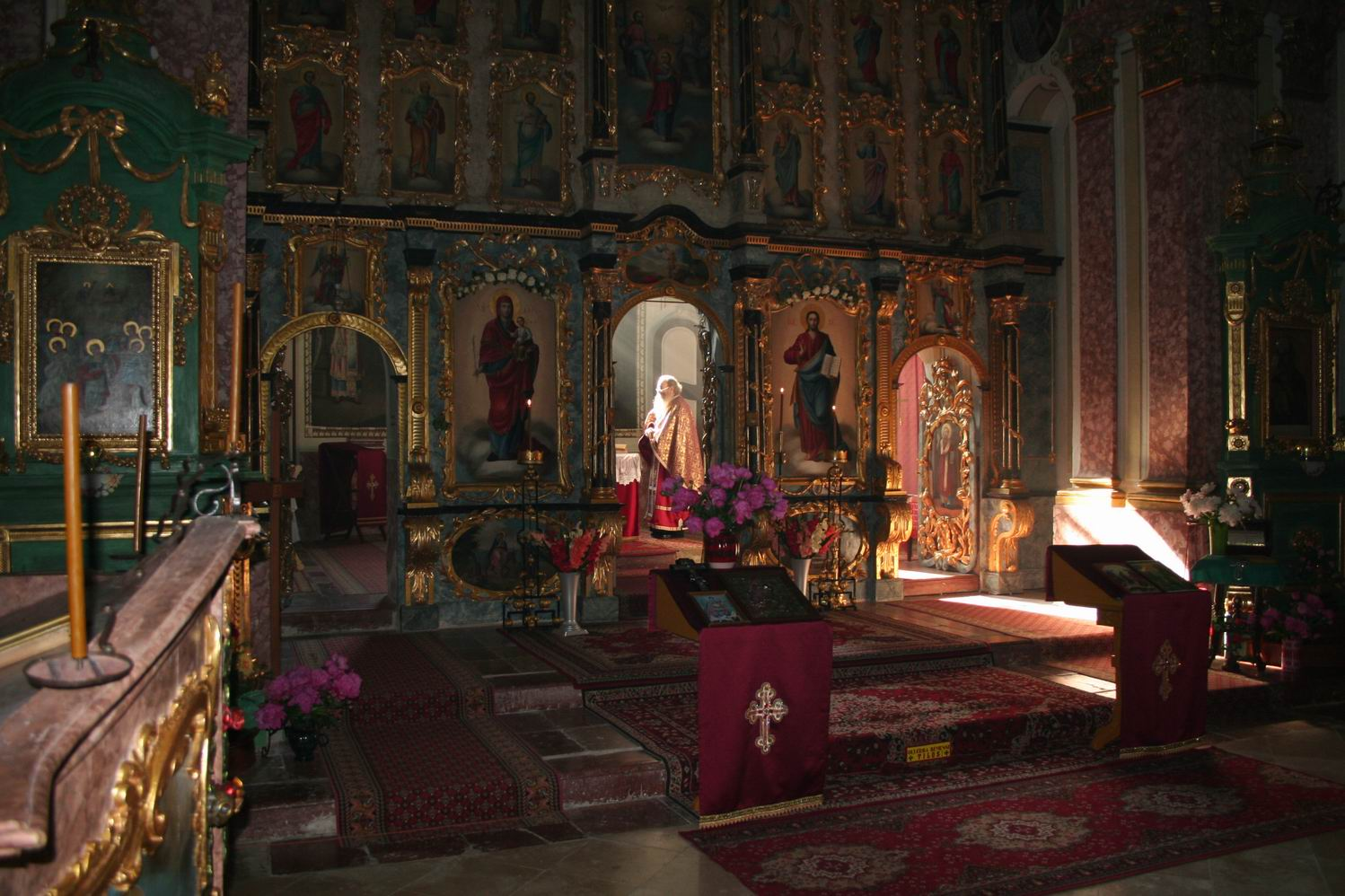
Игумен Пантелеимон служит литургию в монастырской церкви

- Арсений (1746—1753; с 1750 епископ Костайницко-Зринопольский)
- Михаил (1753—1761)
- Софроний (Кирилович) (1761—1770; с 1769 епископ Эрдельский, с 1774 епископ Будимский, с 1781 епископ Темишварский; † 1786)
- Василий (1770—1772)
- Дионисий (1772—1778)
- Василий (1778—1791)
- ? (Ефтимирович; 1791—1797)
- Геннадий (Стефанович; 1797—1815)
- Данило (Чупич; 1815—1845)
- Амвросий (Шимич; 1845—1862)
- Николай (Бошняк; 1863—1866)
- Иулиан (Чокор; 1866—1872)
- Антоний (Маркович; 1872—1892)
- Герасим (Петрович; 1892—1894)
- Платон (Телечки; 1894—1896)
- Адриан (Станишич; 1901—1915)
- Фирмилиан (Крезич; 1915—1930)
- Феофан (Радич; 1930—1943)
- Лаврентий (Томич; 1943—1956)
- Алексий (Бабич; 1956—1974)

- Пантелеимон (Рат; 2010—2016)